# Gheorghe Cristoloveanu
Gheorghe Cristoloveanu (n. 16 aprilie 1931, Brașov, România – d. 1998) a fost un schior alpin român. A concurat la trei probe⁠(d) la Jocurile Olimpice de iarnă din 1956.
A avut gradul de locotenent major în Ministerul Afacerilor Interne.

## Distincții
- Medalia Muncii (14 mai 1954) „pentru rezultate valoroase obținute în activitatea sportivă”[3]